# ジェイミー・ウォルターズ
ジェイミー・ウォルターズ（Jamie Walters, 1969年6月13日 - ）は、アメリカ合衆国ボストン出身の俳優、消防士である。

## 人物
俳優兼ミュージシャンとして活動していた時に出演したビバリーヒルズ青春白書でレイ・プルート役を演じた。役の上ではあるが、レイがガールフレンドのドナ・マーティンを口論の末、誤って階段から突き落とすシーンがあった。しかし、当時の番組は若者の間で絶大なる人気があったこと、またドナが人気のキャラクターであったこともあり、私生活でもひどくバッシングを受け、彼自身の人気は皆無となり、廃業状態に追い込まれた。その後、消防士養成学校を卒業し、2005年よりカリフォルニア州消防局で、消防士として勤務している。

## 出演作品

### テレビ
- ビバリーヒルズ青春白書（レイ・プルート）
- タイムマシーンにお願い
- en:The Heights (TV series)

### 映画
- 過ぎゆく夏

## その他
- en:How Do You Talk to an Angel